# Henry Clay Frick
Pour son petit-fils, voir Henry Clay Frick II.
Henry Clay Frick, né le 19 décembre 1849 à West Overton, dans le comté de Westmoreland en Pennsylvanie, et mort le 2 décembre 1919 à New York, est un industriel de l’acier et mécène américain.

## Carrière
Henry Clay Frick est originaire d'un milieu populaire. À l’âge de 21 ans, avec deux cousins et un ami, il fonde une petite société de production de coke, utilisé en sidérurgie. À l’âge de 30 ans, il est déjà millionnaire.
En 1880, il rachète la société à ses cousins, qui est renommée H. C. Frick & Company. Elle va devenir en quelques années la plus grande société productrice de coke du monde.
Peu de temps après s'être marié en 1881, Frick rencontre Andrew Carnegie à New York. Ils s’associent et le partenariat entre la H. C. Frick & Company et la Carnegie Steel Company (en) est le précurseur de United States Steel.
La société de Frick fournit du coke en quantité suffisante pour les aciéries de Carnegie. En 1889, Frick devient président de Carnegie Steel Company, le plus grand producteur d'acier de l'époque, Carnegie s’étant retiré de la gestion courante.

## Inondation de Johnstown
Fort de sa position sociale, Frick fonde un club très sélect réservé à l'élite du monde des d'affaires, le South Fork Fishing and Hunting Club (en) situé près de la ville de Johnstown en Pennsylvanie. Ce club se trouvait alors au bord d'un lac artificiel constitué grâce à un barrage se trouvant à environ 23 km en amont de la ville de Johnstown située sur la Little Conemaugh River (en) et qui retenait les eaux de la rivière South Fork, affluent de cette dernière. Pour favoriser les membres du club et les promoteurs, Frik fit abaisser le sommet du barrage afin d'y faire passer une route, affaiblissant du même coup l'ouvrage.
Le 28 mai 1889, de fortes précipitations produisent une crue du cours d'eau tellement importante que le barrage ne peut la retenir et cède. Plus de 18,2 millions de m3 d'eau sont alors libérés, submergeant Johnstown et les villages alentour, tuant plus de 2 200 personnes et causant pour plus de 17 millions de dollars américains de dommages. L'inondation de Johnstown constitue l'une des plus grandes catastrophes de l'histoire américaine.
Durant les années suivantes, la population tint Frick et son club comme responsables du désastre mais aucun membre ou personnel de l'établissement ne fut jamais reconnu coupable de négligence. Le procès qui leur fut intenté se termina par un non-lieu, malgré les preuves présentées. La catastrophe fut déclarée comme un cas de force majeure (Act of God en droit anglophone) et aucune compensation ne fut versée aux sinistrés. Cependant plusieurs riches membres du South Fork Fishing and Hunting Club Clubhouse aidèrent financièrement les victimes : Frick fit don de plusieurs milliers de dollars, tandis qu'Andrew Carnegie reconstruisit la  bibliothèque pour la ville.

## La grève de Homestead
En 1892, Frick tente de briser une grève qui se tient à l'aciérie de Homestead. La convention collective arrivant à terme, Frick diminue de 18 % les salaires des sidérurgistes, provoquant une grève de ceux-ci.
Frick n'hésite pas à annoncer par voie de presse qu'il préfère voir les ouvriers morts plutôt que d'accéder à leur revendication et il menace de faire appel à la Pinkerton National Detective Agency, engageant 300 de leurs agents pour créer une milice patronale et protéger la continuité de la production de son usine par des ouvriers venus d'autres complexes industriels.
Il fait au préalable protéger les usines de Homestead et bâtir un mur d'enceinte. L'usine est ainsi rebaptisée par les ouvriers « Fort Frick ». Équipée de fusils Winchester, la milice, dans la nuit du 5 juillet au 6 juillet 1892, essaye de casser le mouvement ouvrier. Seize personnes dont neuf ouvriers perdent la vie dans ces affrontements, qui font également de nombreux blessés. La justice s'en prend uniquement aux grévistes : 167 sont arrêtés, 37 inculpés de meurtre et 27 de trahison contre l’État de Pennsylvanie. Le mouvement de grève est brisé et les travailleurs votent l'acceptation de la diminution des salaires et la reprise du travail.
La position intransigeante de Frick lors de ce conflit social et son opposition aux syndicats le rendent impopulaire. La même année, l'anarchiste d’origine russe Alexandre Berkman tente d'assassiner Frick pour venger les ouvriers décédés. Gravement blessé par balle, Frick retourne néanmoins au travail au bout d'une semaine. Berkman est quant à lui condamné à vingt-deux ans de prison et gracié en 1906, soit après quatorze années d'incarcération.

## Collectionneur et mécène

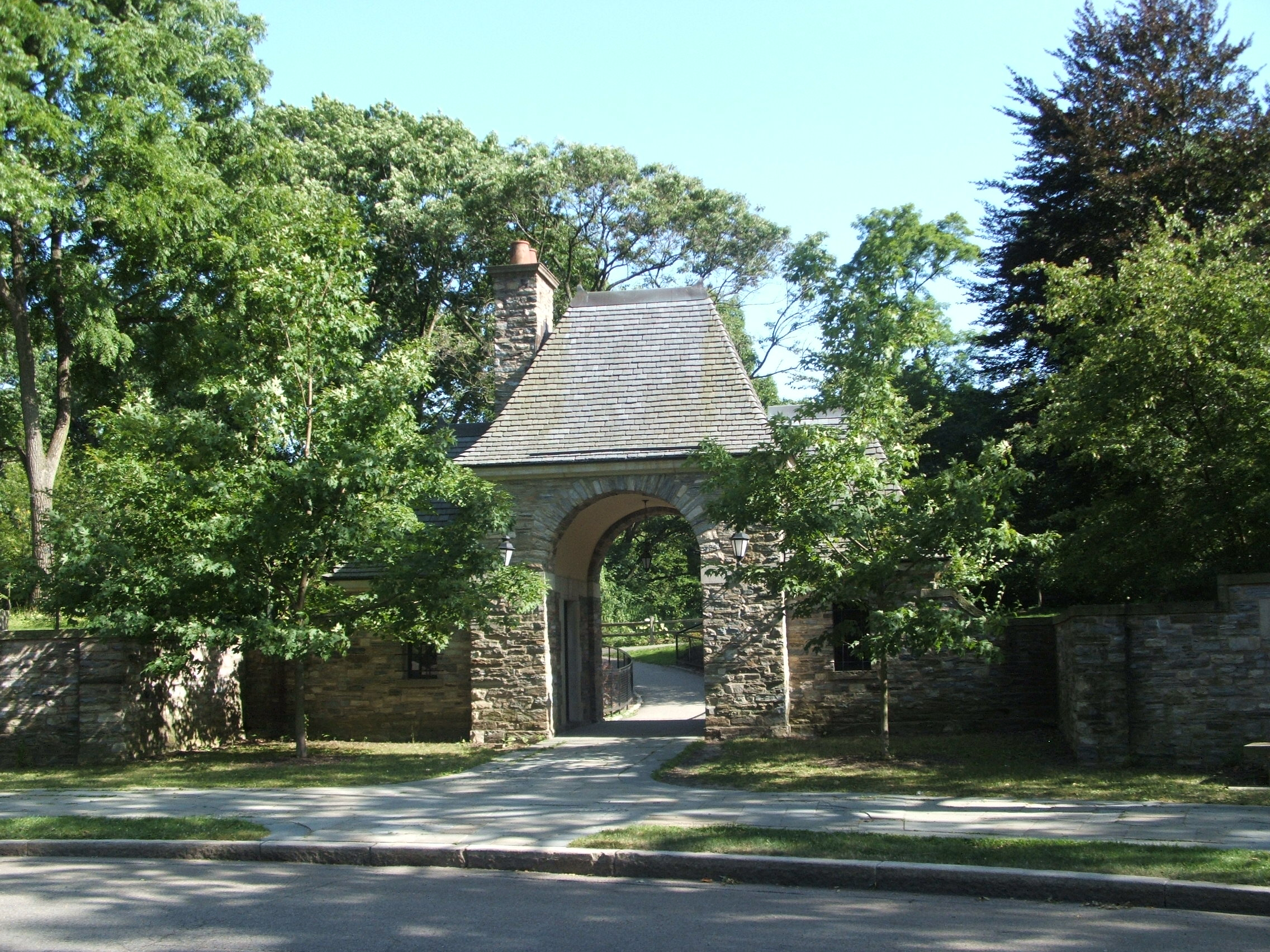
Une des entrées de Frick Park.

Frick constitue une impressionnante collection d'œuvres d'art, rivalisant ainsi avec les autres hommes les plus riches de son époque, afin de se donner une image de mécène. Sa collection comporte des œuvres de Vermeer, Renoir, Gainsborough, Constable, Turner, Rembrandt, etc. Après sa mort, survenue le 2 décembre 1919, cet ensemble devient un des musées d'art de New York, la Frick Collection.
Frick lègue également une grande partie de sa fortune à des organisations caritatives et un domaine de 60 hectares à la ville de Pittsburgh, qui en fait un parc public (Frick Park (en)).

## Vie privée

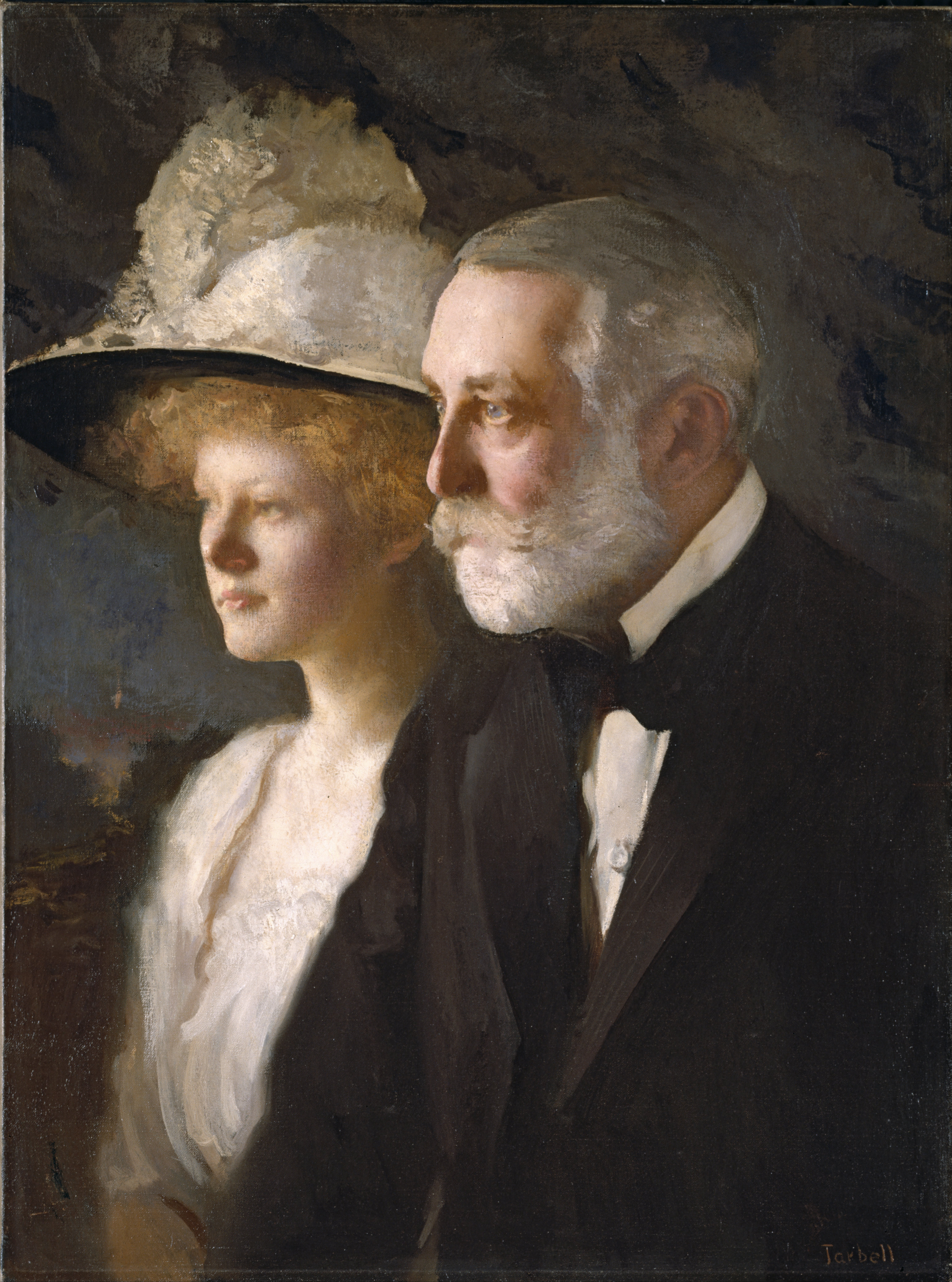
H. C. Fricks et sa fille Helen, par Edmund Tarbell, vers 1910 (National Portrait Gallery).

Henry Clay Frick épouse Adelaide Howard Childs à Pittsburgh le 15 décembre 1881 qui lui donnera quatre enfants, dont deux survécurent, Childs Frick (1883–1965), devenu paléontologue, et Helen Clay Frick (en) (1888–1984), philanthrope et collectionneuse.
En 1910, Frick se fait bâtir un manoir sur la Cinquième Avenue, pour lui servir à la fois de résidence et de musée privé. Après la Grande Guerre, le maréchal Joffre et René Viviani y séjournent.
En 1912, il réserve une des deux « suites des millionnaires » à bord du Titanic, mais annule son voyage à la suite d'une entorse à la cheville de sa femme.

### Témoignages des marchands d'art
Selon le marchand d'art René Gimpel, ayant acquis la collection de bronzes de J.P. Morgan, Frick fait fixer chaque objet sur un socle monté sur billes et s'amuse ainsi à les faire tourner très vite sur eux-mêmes. Gimpel père, qui avait fondé sa maison américaine en 1902 et qui mourut en 1907, lui avait vendu les portraits de Lady Hamilton par Romney et de Lady Peel par Lawrence et Gimpel fils, lui vendit ensuite le buste de Madame du Cayla en bacchante par Houdon pour 200 000 dollars.
Dans son Journal d'un collectionneur marchand de tableaux (1963), René Gimpel rapporte d'autres témoignages sur Frick :
« Charles Knoedler me dit : un jour Frick entre dans nos galeries et voit un tableau de Bouguereau qui représentait une fillette ; il l'achète parce qu'elle ressemblait à l'une de ses filles qu'il avait perdue et c'est peut-être le point de départ de sa fameuse collection ! ». 
« (...) Il y a dix-huit ans [en 1901] Frick était déjà un grand collectionneur, mais il ne possédait guère que des modernes, des tableaux anglais du XVIIIe et beaucoup de 1830 (...) Il m'avait dit un jour qu'il n'achèterait jamais un meuble ancien ou un objet d'art et son intérieur était du plus mauvais goût ; mais le roi des collectionneurs, J. P. Morgan, mourut [en 1913] à l'instant où Frick se faisait construire un hôtel particulier et tous les objets du défunt qu'on croyait destinés au musée de New-York furent jetés sur le marché dans des ventes à l'amiable. Frick s'empara des plus beaux. »
Le grand marchand d'art Joseph Duveen, collègue et beau-frère de Gimpel « avait suspendu chez Frick un Van Dyck : deux  jeunes gens en pied, mais ils avaient le nez fortement busqué. Mme Frick pria son mari de pas l'acheter en lui disant qu'elle ne pourrait supporter éternellement devant elle ces nez juifs (qui) appartenaient aux frères Stewart, neveux de Charles Ier, roi d'Angleterre ». Duveen, toujours, qui lui vendit pour 1 250 000 dollars « les Fragonard de Grasse » [quatre panneaux acquis vers 1893 à Cannes par J.P. Morgan, aujourd'hui à la Frick Collection], rapporte : « J'ai tenu cet homme depuis ce jour-là. Je lui achète tout ce qu'il veut dans les collections européennes sans prendre de commission ». « Vers 1910, Frick a acheté une Vierge en pieta, petit tableau primitif trouvé en France et qui lui fut vendu comme étant d'Antonello de Messine. Mais les avis furent partagés (...) ; Bernard Berenson affirma que c'était français et de l'école d'Avignon. Cette pièce fut considérée par beaucoup comme la perle de sa collection. Miss Frick veut mon avis sur un tableau et je me trouve devant un panneau presque identique au premier (...) Je m'aperçois que le dernier découvert est l'original et l'autre n'était qu'une copie ancienne. Mon beau-frère Joe Duveen a un avis contraire (...) et veut éviter une polémique d'où il sortirait fort diminué (...) Il n'a aucune connaissance en peinture, ne vend qu'étayé par des certificats d'experts, mais son intelligence lui a permis de soutenir une façade lézardée dans ce pays encore si peu connaisseur ». Or lors d'un dîner, Duveen le défia en pariant 10 000 dollars sur l'authenticité de cette pieta (...) Gimpel proposa alors de consulter des experts réputés, mais Duween ayant compris la stupidité de son pari, reconnut son erreur, offrit 25 000 dollars pour les œuvres de charité de Mme Frick, qui les refusa, et conclut l'affaire par cet adage : « La fierté doit s'évanouir devant la menace d'une chute ».
Le 3 mars 1919, dix mois avant le décès du collectionneur, Gimpel vient proposer à Frick L'Accordée de village de Watteau : « (...) il me reçoit dans sa grande galerie où il a suspendu ses toiles les plus solennelles, salle immense tendue de vert. Il est entré dans un stade plus avancé de la vieillesse (...) mais ses yeux froids, prenants et durs, sous son regard bonhomme, restent d'un bleu clair et beau (...). J'ai l'impression qu'il n'a jamais vu un Watteau (...) J'avoue que cette collection qu'il léguera, avec cet hôtel, à la ville de New-York sera un cadeau royal ! Le plus beau tableau est le Rembrandt peint par lui-même (1658), un autre, magnifique, est Le Cavalier polonais (1653), il y a deux Vermeer, le meilleur est Le Soldat et la servante qui rit (si restauré que les têtes en sont presque modernes - octobre 1921), plusieurs Van Dyck et plusieurs Hals, très beaux, dont son portrait (1635), etc. (...) Au mur sept tableaux, dont cinq en pied, qu'il a payés en moyenne 200 000 dollars pièce : trois Gainsborough dont le fameux paysage The Mall, deux Romney, un Van Dyck, un Lawrence ».